# Clavicula Salomonis

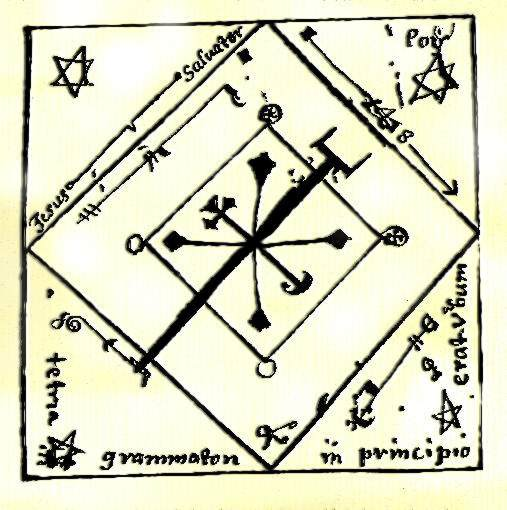
Tétragramme d'un manuscrit de 1572.

Clavicula Salomonis (La clef de Salomon) est le nom latin donné à différents grimoires de magie attribués au roi des Juifs Salomon à partir de 1310. Ce texte fait partie d'une longue tradition d'œuvres (Le Testament de Salomon, Le Lemegeton, le Grand grimoire, etc.) décrivant ce roi comme un sorcier ayant reçu à l'origine ses pouvoirs de Dieu,,,.

## Les manuscrits

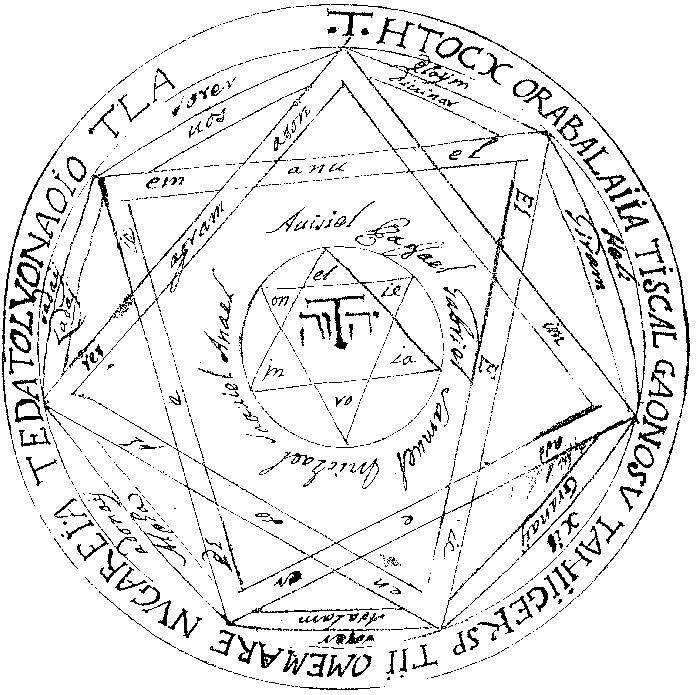
Sceau Aemeth dans une version italienne de la Clavicula Salomonis intitulée Clavicolo di Salomone Re d'Israel figlio de David - Bodleian Library Michael MS. 276

Il existe 113 manuscrits portant le titre Clavicula Salomonis (ou un titre dérivé) datés entre le XVe siècle et le XVIIIe siècle et 9 dont la datation est indéterminée, ce qui porte à 122 le nombre total de ces manuscrits. Les langues dans lesquelles ils ont été rédigés sont le latin, l'italien, le français, l'anglais, l'allemand, le néerlandais et le tchèque. Il existerait aussi des manuscrits écrit en hébreu, et peut-être un en arabe. Les textes de ces manuscrits divergent de façon considérable, le médiéviste Robert Mathiesen les a classés en une douzaine de types différents, dont la datation et la comparaison permettent de reconstituer un historique.
Il n'en existe pas de version définitive, mais les manuscrits contiennent des formules de magie cérémonielle pour conjurer les « anges des ténèbres », ainsi que des rituels et symboles pour provoquer l'amour, punir ses ennemis, se rendre invisible, etc.

### La version grecque
On dispose d'une quinzaine de manuscrits d'une version grecque de la Clavicula Salomonis, en deux parties d'une vingtaine de chapitres chacun, datant du XVe au XVIIIe siècle. Il s'agit des textes les plus anciens, et donc probablement de la version originale. Leur titre varie : Traité magique de Salomon (Apotelesmatikê pragmateîa Solomôntos, par exemple le manuscrit de la British Library, Harleian MS. 5596) ou Petite clef de l'art d'hygromancie, trouvée par plusieurs hommes de l'art et par le saint prophète Salomon (Tò kleidíon tês páses tékhnes tês hugromanteías, heurethèn hupò diaphóron tekhnitôn kaì toû hagíou prophêtou Solomôntos) ou simplement Hygromancie,,. Il s'agit de l'œuvre d'un chrétien et rien n'indique qu'elle soit traduite d'une version antérieure en hébreu.

### Les vieilles versions occidentales
Dès le XVIe siècle la version grecque a été traduite en latin et en italien sous le simple titre Clavicula Salomonis. Elle a été traduite en italien et en latin au XVIe siècle sous le titre de Clavicula. Dans de nombreux manuscrits de cette version, une longue section décrivant en détail 44 pentacles planétaires a été rajoutée entre les deux parties de la version initiale.

### La mêmeversion
À partir de ces premières versions grecques et italiennes, de nombreuses versions, en latin, ou dans d'autres langues vernaculaires (surtout en anglais et en français) sont apparues, avec des remaniements parfois très importants de la structure et du contenu du texte.

### Les versions en hébreu
De nombreux manuscrits occidentaux se prétendent traduits de l'hébreu, mais les premières versions dans cette langue datent du XVIIe siècle.

### Sources primaires
- Butler Elizabeth Marian, « The Solomonic Cycle », in Ead., Ritual Magic, University Park, The Pennsylvania State University Press, 1949, p. 47-99.
- Clavicula Salomonis, la Clavicule de Salomon, roi des Hébreux, MacParthy Fred (éd.), Rouen, Sesheta Publications, 2013, (ISBN 979-1-09-217602-5).
- Clavicules de Salomon : Véritable secret des secrets, révélation des opérations magiques, Magnétisme, 2007, 96 p.
- Clavicules de Salomon, Gutenberg Reprints ; Bailly, 2006, 138 p., (ISBN 2-86554-073-1).
- Clefs majeures et Clavicules de Salomon, Lévi Eliphas (éd.), Paris, Niclaus, 1971, 104 p.
- Lemegeton : Clavicula Salomonis Rex. La petite Clavicule du roi Salomon. L'art de la magie cérémonielle pour commander aux bons et aux mauvais esprits, MacParthy Fred (éd.), Rouen, Sesheta Publications, 2013.
- Les Clavicules de Salomon, Paris, Bibliothèque nationale de France : Gallica [site internet] (éd.), 141 p., mis en ligne le 27.02.2019, consulté le 12.03.2020.
- Les Clavicules de Salomon, ou Le véritable grimoire secretum secretorum, Ribadeau Dumas François (éd.), Paris, Pierre Belfond, 1972, 193 p.
- Les véritables Clavicules de Salomon, (éd.), Paris, Bussière, 1998, 100 p.
- The Lesser Key of Solomon : Lemegeton Clavicula Salomonis. Detailing the Ceremonial Art of Commanding Spirits Both Good and Evil, Peterson Joseph Hagan (éd.), York Beach, Weiser, 2001, 304 p.
- Waite Arthur Edward, « Composite Rituals », in Id., The Book of Black Magic, 1913, p. 70, (ISBN 0-87728-207-2).

### Littérature secondaire

#### Ouvrages
- Boudet Jean-Patrice, Entre science et « nigromance » : astrologie, divination et magie dans l'Occident médiéval (XII-XVe siècle), Paris, Publications de la Sorbonne, 2006, 624 p.
- Bremmer Jan Nicolaas et Veenstra Jan, The Metamorphosis of Magic from Late Antiquity to the Early Modern Period, Leuven, Peeters, 2002, 317 p.
- Davies Owen, Grimoires : A History of Magic Books, Oxford, Oxford University Press, 2010, 368 p.
- Iafrate Allegra, The Long Life of Magical Objects : A Study of the Solomonic Tradition, Penn State University Press, 2020, 248 p.
- Kieckhefer Richard, Magic in the Middle Ages, Cambridge ; New York, Cambridge University Press, 1989, 219 p.
- Lecouteux Claude, Histoire légendaire du roi Salomon, Paris, Imago, 2020, 269 p.
- Lecouteux Claude, Le livre des grimoires. De la magie au Moyen Age, Paris, Imago, 2002, 300 p.
- Sallmann Jean-Michel (dir.), Dictionnaire historique de la magie et des sciences occultes, Paris, Librairie générale française, 2006, 832 p.
- Servier Jean (dir.), Dictionnaire critique de l'ésotérisme, Paris, Presses universitaires de France, 1998, 1449 p.
- Torijano Pablo A., Solomon the Esoteric King : from King to Magus, Development of a Tradition, Leyde ; Cologne ; Boston, Brill, 2002, 333 p.
- Van den Toorn Karel et alii (éd.), Dictionary of Deities and Demons in the Bible, Leyde ; Boston, Brill ; Grand Rapids ; Cambridge, William Eerdmans, 1999, 960 p.
- Véronèse Julien, L’« Ars notoria » au Moyen Âge : introduction et édition critique, Florence, Sismel - Del Galluzzo, 2007, 309 p.

#### Articles
- Bar-Ilan Meir, « Pablo A. Torijano's Solomon the Esoteric King », Review of Rabbinic Judaism, 7, 2004, p. 247-255.
- Mandosio Jean-Marc, « Problèmes et controverses à propos de quelques publications récentes sur la magie au Moyen Age », Aries, 7, 2007, p. 207-225.
- Mathiesen Robert, « The Key of Solomon : Towards a Typology of the Manuscripts », Societas Magicas Newsletter, 17, 2007, p. 1-9.
- Paul André, « Livres dits de Salomon », Encyclopaedia Universalis [en ligne], consulté le 10.02.2020.
- Shalev-Eyni Sarit, « Solomon, his Demons and Jongleurs : the Meeting of Islamic, Judaic and Christian Culture », Al-Masaq. Journal of the Medieval Mediterranean, 18, 2006, p. 145-160.